# Pandemia de COVID-19 em San Marino
Este artigo documenta os impactos da pandemia de coronavírus de 2020 em San Marino e pode não incluir todas as principais respostas e medidas contemporâneas.

## Linha do tempo
Em 27 de fevereiro, San Marino confirmou o primeiro caso da doença, sendo um homem de 88 anos de idade com quadro de comorbidade que havia voltado da Itália. Ainda na Itália, foi hospitalizado em Rimini.
Em 1º de março, mais 7 casos foram confirmados e o sistema de saúde local confirmou que o homem previamente infectado havia falecido, tornando-se o primeiro cidadão do país da falecer em decorrência do vírus. Em 8 de março, o número de casos subiu para 36.
Em 10 de março, 63 casos foram confirmados. Em 11 de março, 66 casos foram confirmados e a quantidade de mortes subiu para 3. Em 12 de março, 67 casos foram confirmados e a quantidade de mortes subiu para 5. Em 14 de março, o governo decidiu instaurar uma quarentena em todo o país até 6 de abril.